# Xenia blumi
Xenia blumi är en korallart som beskrevs av Schenk 1869. Xenia blumi ingår i släktet Xenia och familjen Xeniidae. Inga underarter finns listade i Catalogue of Life.